# Матамата
Матамата (енгл. Matamata) је варош у Вајкату у Новом Зеланду. Налази се близу Кајмајске планине и напредна је пољопривредна област позната по узгоју и тренинзима чистокрвних коња. Део је Матаматског-пијачког округа, који обухвата околна сеоска подручја, као и Моринсвил и Те Ароха. Државни пут 27 и железничка пруга пролазе кроз вароша. Варош је имао 9.130 становника јуна 2023.
Оближња фарма је била локација за Авантуристички парк „Хобитон“ у Питер Џексоново Господар прстенова. Влада Новог Зеланда одлучила је да остави хобитске рупе изграђене на локацији као туристичке атракције. У периоду између снимања филма Господар прстенова: Повратак краља и Хобит: Неочекивано путовање нису имали намештај или реквизите, али се у њих могло ући са погледом на фарму изнутра. На главном путу постављен је знак „Добро дошли у Хобитон”. Године 2011, делови Хобитона су почели да се затварају у припреми за три нова филма заснована на првом Толкиеновом роману, Хобит.

## Демографија
Матамата се простире на 9,59 км²  и имала је процењену популацију од 9.130 јуна 2023. са густином насељености од 952 људи по км².
| Година       | 2006 | 2013 | 2018 |
| ------------ | ---- | ---- | ---- |
| Становништво | 6297 | 7086 | 7806 |

Пре пописа 2023. године, варош је имао мању границу, покривајући 6,16 км². Користећи ту границу, Матамата је имала 7.806 становника на новозеландском попису 2018. повећање од 720 људи (10,2%) од пописа из 2013. и повећање од 1.509 људи (24,0%) од пописа из 2006. године. Било је 3.111 домаћинстава, што обухвата 3.717 мушкараца и 4.089 жена, дајући однос полова од 0,91 мушкарца по жени, са 1.374 особе (17,6%) старости до 15 година, 1.314 (16,8%) старости од 15 до 29 година, 2.934 (37,6%) старости од 30 до 64 године и 2.187 (28,0%) старости од 65 или више година.
Етничке припадности су биле 84,5% Европљана/Пакеха, 15,7% Маорци, 1,7% Пацифички народи, 5,9% Азијати и 1,4% друге националности. Људи се могу идентификовати са више од једне етничке припадности.
Проценат људи рођених у иностранству био је 16,6%, у поређењу са 27,1% у земљи.
Иако су неки људи одлучили да не одговоре на пописно питање о верској припадности, 49,2% није било вероисповести, 37,2% су били хришћани, 1,2% су веровали у Маори, 1,0% су били хиндуисти и 0,2% су били муслимани.
Од оних који имају најмање 15 година, 678 (10,5%) људи је имало диплому или више, а 1.848 (28,7%) особа није имало формалне квалификације. 774 особе (12,0%) зарадиле су преко 70.000 новозеландских долара у поређењу са 17,2% на националном нивоу. Радни статус оних од најмање 15 је био да је 2.763 (43,0%) било запослено са пуним радним временом, 849 (13,2%) је било на пола радног времена, а 198 (3,1%) је било незапослено.
| Име            | Површина (км²) | Становништво | Густина становништва (по км²) | Домаћинства | Просечна старост | Просечни приход |
| -------------- | -------------- | ------------ | ----------------------------- | ----------- | ---------------- | --------------- |
| Матамата Север | 2,13           | 3.174        | 1.490                         | 1.326       | 46,5 година      | $27.100         |
| Матамата Југ   | 4,03           | 4.632        | 1.149                         | 1.785       | 45,7 година      | $26.800         |
| Нови Зеланд    |                |              |                               |             | 37,4 година      | $31.800         |